# Louis Gurlitt
Heinrich Louis Theodor Gurlitt (født 8. marts 1812 i Altona, død 19. september 1897 i Naunhof ved Leipzig) var dansk/tysk maler.
Gurlitt er søn af fabrikant Johann August Wilhelm Gurlitt og Helene født Eberstein. Fra Siegfried Detlev Bendixens atelier i Hamborg, hvor han havde fået sin første uddannelse, kom han til Kunstakademiet i København, hvor han 1832 blev elev af Modelskolen og året efter vandt den mindre sølvmedalje. Han begyndte at udstille 1833, og da han let solgte sine billeder og, med danske kammerater, hvert år gjorde lange og forskellige sommerudflugter, savnede han ikke -motiver. Allerede 1835 anbefalede Akademiet ham som en af "de modneste og talentfuldeste -Elever" til rejseunderstøttelse, som han dog ikke opnåede. Men ved egne midler var han 1836–37 i München, kom hjem og ægtede Elise Saxild, tilbragte 1837-39 i Norditalien og mistede der sidstnævnte år sin hustru. Efter hjemkomsten til København blev han agreeret 1840 og samme år medlem af Kunstakademiet på Egn ved Silkeborg. Han levede og arbejdede nu i Danmark til 1843, da han med en tysk attest fra Akademiet rejste til Düsseldorf, hvor han ægtede sin anden hustru, født Burger, tog til Italien og forblev der til 1847. Allerede forinden havde han atter mistet sin hustru (1844), men blev 1847 for tredje gang gift, nemlig med Elisabeth Lewald. Fra denne tid af har han uafbrudt levet i udlandet, navnlig i Tyskland og Østrig, dette var pga. Gurlitt sammen med Ditlev Blunck støttede Slesvig-holstenerne i forbindelse med Treårskrigen, og Gurlitts billeder blev endda fjernet fra ophængningen i Det kongelige Billedgalleri. Italien tilegnede han sig, som det synes, den tyske malerskoles daværende opfattelse af "italiensk kolorit" og fjernede sig i sine senere arbejder i det hele mere og mere fra den fremstillingsmåde, der havde gjort hans arbejder søgte i Danmark og i hans ungdom havde vakt Akademiets varme interesse for ham. I de senere år har han kun en sjælden gang udstillet i København (1862 og 1876). Den Kongelige Malerisamling ejer seks af hans arbejder fra før 1843.